# Dwayne De Rosario
Dwayne De Rosario OOnt (* 15. Mai 1978 in Scarborough, Ontario) ist ein ehemaliger kanadischer Fußballspieler. Sein Spitzname lautet „DeRo“. Der Mittelfeldspieler spielte zuletzt für Toronto FC in der Major League Soccer. Von 2012 bis 2022 war er Rekordtorschütze der kanadischen Fußballnationalmannschaft.
De Rosario ist der Sohn von guyanischen Eltern, die nach Kanada auswanderten.

## Karriere

### Vereinskarriere
De Rosario begann seine Profikarriere bei Toronto Lynx in der A-League, wo sein späterer Nationalmannschaftskollege Paul Stalteri auch unterschrieb. Nach sieben Spielen und drei Toren verließ er Toronto in Richtung Deutschland. Von 1997 bis 1999 spielte er beim FSV Zwickau, wo er es in der Saison 1997/98 auf 12 Zweitligaeinsätze brachte. Nach dem Abstieg der Sachsen wechselte er zurück nach Nordamerika zu den Richmond Kickers, abermals in die A-League. 2000 wurde de Rosario dort mit 15 Toren zum Star der Saison.
Im Jahre 2001 holte der kanadische Trainer Frank Yallop, als einer seiner ersten Amtshandlungen De Rosario zu den San José Earthquakes. Bis 2005 absolvierte er 108 Meisterschaftseinsätze für die Kalifornier und schoss dabei 27 Tore. Zu seinen Erfolgen in der Zeit gehören der Gewinn des MLS Cups 2001, wo er das entscheidende Golden Goal im Finale schoss, und 2003. Zudem gewann er den MLS Goal of the Year Award zweimal hintereinander (2004 und 2005).
Zur Saison 2006 folgte er dem Verein bei der Umsiedlung nach Houston. Für Houston Dynamo absolvierte er 78 Spiele und erzielte 24 Tore, dabei gewann er den MLS Cup 2006 und 2007. Bei letzterem Erfolg war er wie 2001 MVP des Finals. 2006 schoss er das einzige Tor im MLS All-Star Game gegen den FC Chelsea.
Zur Saison 2008 wechselte er zurück in sein Heimatland zum Toronto FC. Dynamo erhielt dafür den Spieler Julius James und eine Ablösesumme. Am 21. März 2009 gab er sein Pflichtspiel-Debüt. Am 8. April 2010 wurde er zum Kapitän der Mannschaft ernannt.
Am 1. April 2011 wechselte er zu den New York Red Bulls. Dafür gingen Tony Tchani und Danleigh Borman nach Toronto. Nach 13 Spielen tauschte New York De Rosario am 27. Juni 2011 gegen Dax McCarty von D.C. United. Aufgrund seiner Leistungen wurde er zum besten Spieler der Major League Soccer Saison 2011 ernannt. Im Januar 2014 kehrte er zu Toronto FC zurück. Im Januar 2015 gab De Rosario auf seiner Instagramseite sein Karriereende bekannt.

### Nationalmannschaft
Mit Kanadas U-20-Auswahl nahm er an der Junioren-Fußballweltmeisterschaft 1997 teil.
Ab 1998 spielte de Rosario für die kanadische A-Nationalmannschaft. Sein erstes Spiel absolvierte er am 18. Mai 1998 gegen Mazedonien. Sein größter Erfolg war der Gewinn des CONCACAF Gold Cups 2000. Am 7. September 2012 erzielte er beim 1:0-Sieg in der WM-Qualifikation gegen Panama sein 20. Länderspieltor und wurde damit alleiniger Rekordtorschütze seines Landes. Im Januar 2022 löste ihn Cyle Larin als Rekordtorschütze ab.

## Persönliches
De Rosario begann 1994, sich vegan zu ernähren, isst aber seit 2004 wieder Fisch. Dwayne ist verheiratet mit Brandy Oyabunmi De Rosario, mit der er 4 Kinder hat. Er ist ein Cousin der Hürdenläuferin Priscilla Lopes-Schliep. Seine Nichte Maliah De Rosario (* 2001) ist ebenfalls Fußballspielerin und spielt gegenwärtig für die U-20 der Ahornblätter. 2018 erhielt De Rosario den Order of Ontario, die höchste zivile Auszeichnung seiner Heimatprovinz.